# سیارک ۵۹۹۹
سیارک ۵۹۹۹ (به انگلیسی: 5999 Plescia، نامگذاری:1987HA) پنج هزار و نهصد و نود و نهمین سیارک کشف شده‌است که در ۲۳ آوریل ۱۹۸۷ کشف شد.
قدر مطلق سیارک برابر ۱۴٫۳۰ است.